# Les Planelles
Les Planelles és un jaciment arqueològic a  l'aire lliure i en superfície a les Planes d'Hostoles (La Garrotxa), inclòs a l'Inventari del Patrimoni Arqueològic i Paleontològic de Catalunya.
Data del Paleolític inferior i mitjà i del calcolític. És un assentament d'habitacions. Té un fàcil accés, ja que és en una explotació agropecuària, en els camps de conreu al marge de la carretera comarcal C-63 que va de les Planes a Amer, al mig de la recta de sota la casa de les Planelles.
Aquest jaciment va ser identificat per l'afeccionat Francesc Caparrós, qui va recollir indústria lítica, destrals polides i alguns fragments de ceràmica. La major part del material recuperat foren restes d'indústria lítica feta en sílex, de característiques totalment comparables amb les del proper jaciment de Coma d'Infern. Destaca l'elevada presència de laminetes escalenes que deuen superar el 80% de l'utillatge, i en un percentatge inferior, hi ha perforadors, raspadors i burins. Aquests materials correspondrien a una cronologia epipaleolítica. Hi ha però, materials més recents com ara ceràmica, destrals de pedra polida i una punta de sageta, que fan pensar en una segona ocupació posterior, corresponent al Neolític final, al calcolític. S'hi ha trobat indústria lítica de sílex: laminetes escalenes, perforadors, raspadors i burins, destrals polides, fragments de ceràmica, destrals de pedra polida i una punta de sageta.